# Inazawa
Inazawa (japanisch 稲沢市, -shi) ist eine Stadt in der japanischen Präfektur Aichi auf der Insel Honshū. Sie ist berühmt für Baumschulen.

## Geographie

### Flüsse
- Gojogawa
- Nikkogawa
- Kisogawa

## Übersicht
Inazawa entwickelt sich schnell zu einer Satellitenstadt von Nagoya. Das Kōnomiya-Fest am Owari-Ōkunitama-Schrein ist eine größere Touristen-Attraktion.

### Angrenzende Städte und Gemeinden

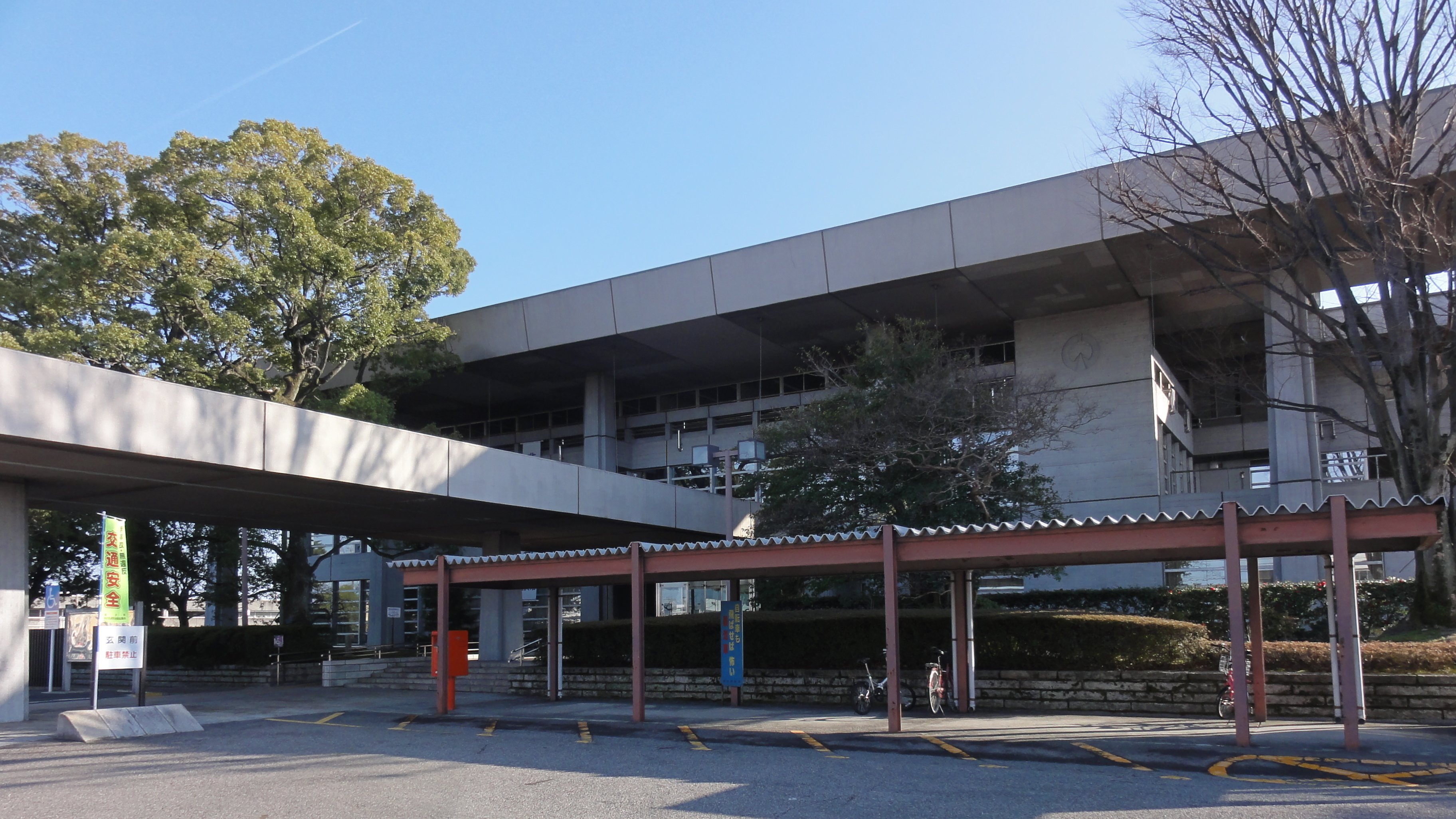
Rathaus

- Aichi
  - Ichinomiya
  - Kiyosu
  - Aisai
  - Ama
  - Kitanagoya
- Gifu (Präfektur)
  - Hashima
  - Kaizu

## Geschichte
- Nach der Taika-Reform (645) wurde Inazawa die Hauptstadt der Provinz Owari.
- In der Nara-Zeit wurde auf Befehl des damaligen Kaisers Shōmu ein Provinztempel errichtet.
- 1875 schlossen sich das Inaba-Dorf und das Ozawa-Dorf zusammen und bildeten das Inazawa-Dorf (Inazawa-mura).
- 1889 ändert sich auf Einführung eines neuen Gemeinde-Systems der Name von Inazawa-mura zu Inazawa-cho.
- Am 10. Jun. 1906 wird Inazawa durch Eingemeindung anderer Dörfer größer.
- Am 15. Apr. 1955 wird Inazawa durch Eingemeindung anderer Dörfer abermals größer.
- Am 1. Nov. 1958 wird Inazawa eine Stadt.
- Am 1. Apr. 2005 wird Inazawa durch Eingemeindung von Sobue-cho und Heiwa-cho zum jetzigen Inazawa.

## Religion

### Buddhismus
- Tempel
  - Yawase-kannon
  - Zenkōji-tōkaibetsuin (Sourenzanzenkōji)
  - und noch viele mehr

### Christentum
- Evangelische Gemeinden
  - Inazawa Christian Church (FeG, Allianz-Mission)
  - Inazawa Ai Hope Church
  - Inazawa Baptist Church
  - Inazawa Evangelical Church (Pfingst-Gemeinde)
  - Sobue Christian Church (FeG)
- Katholische Gemeinden
  - Katholische Gemeinde Inazawa

### Shintoismus
- Schreine
  - Owariōkunitama-jinja (Kōnomiya-jinja)
  - und noch viele mehr
- Feste
  - Nackten-Fest (はだか祭り)

## Verkehr
- Straße:
  - Meishin-Autobahn
  - Nationalstraßen 155
- Zug:
  - JR Tōkaidō-Hauptlinie: nach Tokio, Nagoya und Osaka
  - Meitetsu Nagoya-Hauptlinie
  - Meitetsu Bisai-Linie

## Städtepartnerschaften
- Olympia, seit 1987
- Chifeng, seit 1989

## Persönlichkeiten
- Masaichi Kaneda (1933–2019), Baseball-Spieler, Kommentator und Unternehmer